# 비서실 (영화)
"비서실"은 1967년 공개된 대한민국의 영화이다.

## 배역
- 신성일
- 고은아
- 신영균
- 남기숙
- 방수일
- 트위스트 김
- 장혁